# 志垣良
志垣 良（しがきりょう、1980年5月9日 - ）は、福岡県出身の元サッカー選手、サッカー指導者。

## 来歴
小学校1年からサッカーを始め、東福岡高校卒業後、イングランドへ渡った。高校時代の同級生には宮原裕司、金古聖司、千代反田充、富永康博らがいる。
2004年にBritish Councilが選んだイギリスに留学する生徒を対象とするInternational student awardsを受賞。2005年にリヴァプール・ジョン・ムーア大学サッカー科学学科卒業。留学中は、フットボールリーグ1（3部に相当）に所属するトレンメア・ローヴァーズFCの下部組織とマンチェスター・ユナイテッドFCのサッカースクールなどでコーチを務めた。
2006年より名古屋グランパスでコーチ兼通訳を務めるが、セフ・フェルホーセン監督らと共に2007年シーズン終了後退団。2008年に入ってからはオランダに渡りPSVアイントホーフェンで研修をスタートし、エールディヴィジ2007-2008シーズン終了後に帰国。ジェフユナイテッド千葉でアレックス・ミラーの通訳を短期間務めた後に、5月よりアビスパ福岡のテクニカルスタッフとなったが、1シーズンを持って退団を自身のブログで発表。2009年より大分トリニータU-15にて指揮を執る。
2013年から、ガイナーレ鳥取のコーチに就任。同年シーズン終了後に退任。
2014年より、ジュビロ磐田のテクニカルスタッフに就任。
2015年より、ジュビロ磐田U-18のコーチに就任。
2019年、鳥取のヘッドコーチに就任。2020年シーズン終了後に退任。
2021年、京都サンガF.C.のU-18監督に就任。
2022年6月13日、ヴァンラーレ八戸の監督に就任。同年6月19日の対AC長野パルセイロ戦から指揮を執った。
同年12月15日、FC大阪の監督に就任した。
2023年、J3リーグ初年度のチームで、第4、5節には19位まで沈んだものの、その後第26節終了時にはJ2リーグ昇格圏内の2位にまで躍進させた。J3リーグ最終節を控えた同年12月1日、翌年からJ2リーグレノファ山口FCの監督に就任することが発表された。
山口1年目の2024年シーズンは8月までは昇格プレーオフ圏内をキープし続け、終盤に失速したものの前年まで下位が定位置のチームを躍進させた。しかし翌2025年シーズンは一転して残留争いを強いられ、6月24日に山口との契約解除が発表され、監督解任となった。

## 所属クラブ
- 1996年 - 1999年  東福岡高等学校
- 1999年6月 - 2000年5月  ソリフル・バラFC（英語版）
- 2000年8月 - 2001年5月  レーシングクラブ・ウォリックFC（英語版）

## 指導歴
- 2001年8月 - 2003年5月  サウスポートFC コーチ
- 2003年8月 - 2005年5月  トレンメア・ローヴァーズFC 育成部コーチ
- 2004年8月 - 2005年8月  マンチェスター・ユナイテッドFC サッカースクールコーチ
- 2006年 - 2007年  名古屋グランパス コーチ兼通訳
- 2008年 - 2009年  アビスパ福岡 テクニカルコーチ
- 2009年 - 2010年  大分トリニータ 育成部コーチ
- 2010年 - 2012年  ジェフユナイテッド千葉
  - 2010年 強化部
  - 2011年 - 2012年 コーチ
- 2013年  ガイナーレ鳥取 コーチ
- 2014年 - 2016年  ジュビロ磐田
  - 2014年 テクニカルスタッフ
  - 2015年 - 2016年 ユースコーチ
- 2017年  シンガポール スポーツスクール U-14 監督
- 2018年  U-16シンガポール代表 監督
- 2019年 - 2020年  ガイナーレ鳥取 ヘッドコーチ
- 2021年  京都サンガF.C. U-18監督
- 2022年  BGパトゥム・ユナイテッドFC コーチ
- 2022年6月 - 同年11月  ヴァンラーレ八戸 監督
- 2023年  FC大阪 監督
- 2024年 - 2025年6月  レノファ山口FC 監督

## 監督成績
| 年度 | 所属 | クラブ | リーグ戦 | リーグ戦 | リーグ戦 | リーグ戦 | リーグ戦 | リーグ戦 | カップ戦       | カップ戦  |
| 年度 | 所属 | クラブ | 順位     | 勝点     | 試合     | 勝       | 分       | 敗       | ルヴァンカップ | 天皇杯    |
| ---- | ---- | ------ | -------- | -------- | -------- | -------- | -------- | -------- | -------------- | --------- |
| 2022 | J3   | 八戸   | 10位     | 33       | 22       | 11       | 0        | 11       | -              | -         |
| 2023 | J3   | FC大阪 | 11位     | 53       | 38       | 14       | 11       | 13       | -              | -         |
| 2024 | J2   | 山口   | 11位     | 53       | 38       | 15       | 8        | 15       | 1回戦敗退      | ベスト8   |
| 2025 | J2   | 山口   | 18位     | 17       | 20       | 3        | 8        | 9        | 3回戦敗退      | 2回戦敗退 |

- 2022年は6月から指揮。順位はシーズン最終順位。
- 2025年は退任時点での成績。

## ライセンス
- FAコーチングライセンス レベル2 (2000年)
- FAコーチングライセンス レベル3 (2002年)
- JFA Bライセンス (2008年)
- JFA Aライセンス（2012年）
- JFA Proライセンス（2018年）